# Campionat de França de rugbi a 13

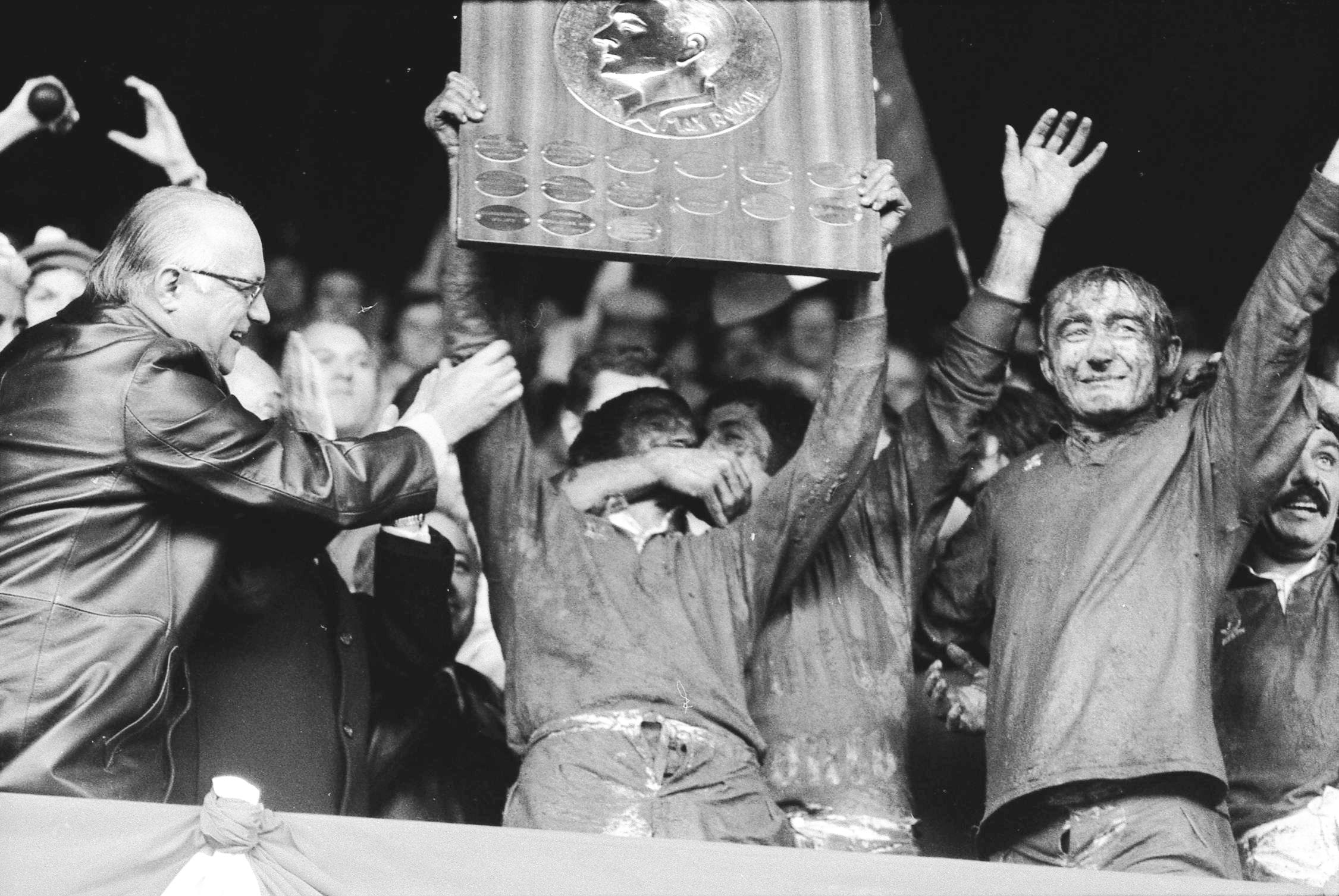
Final entre el Tolosa i el XIII Sant Esteve (1975)

El Campionat de França de rugbi a 13 (en francès: Le Championnat de France de Rugby à XIII) és la màxima competició francesa de rugbi a 13 (o Rugby League), per a clubs professionals o semi-professionals. És organitzat per la Federació Francesa de Rugbi a XIII.
La competició es divideix en diverses categories. La màxima categoria s'anomena Le Championnat de France Elite).

## Història
A la tornada a la ciutat de Villeneuve-sur-Lot de la gira que una selecció francesa de rugbi a 13 (composta per jugadors que practicaven el rugbi a 15) feu per Anglaterra, deu clubs, encapçalats pel Villeneuve XV, decidiren trencar amb la federació de rugbi i crear, l'octubre del 1934, la primera lliga i copa de rugbi a 13 a França. Els 10 clubs membres fundadors de la Lliga a XIII foren:
- Paris Rugby Treize
- US Lyon-Villeurbanne XIII
- RC Roanne
- XIII Catalan
- RC Albi XIII
- SA Villeneuve
- Pau XIII
- Côte Basque
- Bordeaux XIII
- SO Béziers XIII

L'any 1941 el règim de Vichy prohibí la pràctica del joc pel seu professionalisme. Aquest es reprengué un cop acabada la guerra. La competició fou molt popular als anys 50, 60 i 70. Excepte a la primera edició, després de la fase regular es disputa un play-off on es decideix el campió.

## Historial
| Any       | Vencedor | Marcador | Finalista | Seu | Espectadors |
| --------- | --- | --- | --- | --- | --- |
| 1935      | SA Villeneuve XIII | No es disputà play-off, el campió és el de la fase regular.                                                           | No es disputà play-off, el campió és el de la fase regular.                                                           | No es disputà play-off, el campió és el de la fase regular.                                                           | No es disputà play-off, el campió és el de la fase regular.                                                           |
| 1936      | XIII Catalan | 25-14 | Bordeaux XIII | Talence (Suzon) | 14 150 |
| 1937      | Bordeaux XIII | 23-10 | XIII Catalan | Talence (Suzon) | 14 300 |
| 1938      | RC Albi XIII | 8-5 | SA Villeneuve XIII | Talence (Suzon) | 24 000 |
| 1939      | RC Roanne XIII | 9-0 | SA Villeneuve XIII | Bordeus (Lescure) | 25 000 |
| 1940      | XIII Catalan | 20-16 | Pau XIII | Tolosa (Minimes) | 10 000 |
| 1941-1944 | No es disputà. El rugbi a 13 fou prohibit pel govern de Vichy.                                                        | No es disputà. El rugbi a 13 fou prohibit pel govern de Vichy.                                                        | No es disputà. El rugbi a 13 fou prohibit pel govern de Vichy.                                                        | No es disputà. El rugbi a 13 fou prohibit pel govern de Vichy.                                                        | No es disputà. El rugbi a 13 fou prohibit pel govern de Vichy.                                                        |
| 1945      | AS Carcassonne XIII                                                                                                   | 13-12 | Toulouse Olympique XIII                                                                                               | Perpinyà (Laffont) | - |
| 1946      | AS Carcassonne XIII                                                                                                   | 12-0 | Toulouse Olympique XIII                                                                                               | Lió | - |
| 1947      | RC Roanne XIII | 19-0 | AS Carcassonne XIII                                                                                                   | Lió | 15 000 |
| 1948      | RC Roanne XIII | 3-2 | AS Carcassonne XIII                                                                                                   | Marsella | 20 000 |
| 1949      | Marseille XIII | 12-5 | AS Carcassonne XIII                                                                                                   | Carcassona | 23 500 |
| 1950      | AS Carcassonne XIII                                                                                                   | 21-7 | Marseille XIII | Perpinyà | 18 000 |
| 1951      | Lyon Villeurbanne Rhône XIII                                                                                          | 15-10 | XIII Catalan | Tolosa (Chapou) | 21 933 |
| 1952      | AS Carcassonne XIII                                                                                                   | 18-6 | Marseille XIII | Tolosa (Chapou) | 16 645 |
| 1953      | AS Carcassonne XIII                                                                                                   | 19-12 | Lyon Villeurbanne Rhône XIII                                                                                          | Tolosa (Stadium) | 22 000 |
| 1954      | Bordeaux XIII | 7-4 | Marseille XIII | Tolosa | 8 000 |
| 1955      | Lyon Villeurbanne Rhône XIII                                                                                          | 7-6 | AS Carcassonne XIII                                                                                                   | Tolosa | 12 000 |
| 1956      | RC Albi XIII | 13-5 | AS Carcassonne XIII                                                                                                   | Tolosa | 15 850 |
| 1957      | XIII Catalan | 14-9 | SO Avignon | Tolosa | 9 000 |
| 1958      | RC Albi XIII | 8-6 | AS Carcassonne XIII                                                                                                   | Tolosa | 16 163 |
| 1959      | US Villeneuve XIII | 24-16 | FC Lézignan | Tolosa | 13 000 |
| 1960      | RC Roanne XIII | 31-24 | RC Albi XIII | Tolosa | 13 800 |
| 1961      | FC Lézignan | 7-4 | RC Roanne XIII | Tolosa | 6 998 |
| 1962      | RC Albi XIII | 14-7 | US Villeneuve XIII | Tolosa | 12 068 |
| 1963      | FC Lézignan | 20-13 | RC Saint-Gaudens XIII                                                                                                 | Tolosa | 12 200 |
| 1964      | US Villeneuve XIII | 4-3 | Toulouse Olympique XIII                                                                                               | Tolosa | 5 166 |
| 1965      | Toulouse Olympique XIII                                                                                               | 47-15 | US Villeneuve XIII | Tolosa | 8 837 |
| 1966      | AS Carcassonne XIII                                                                                                   | 45-20 | RC Saint-Gaudens XIII                                                                                                 | Tolosa | 11 244 |
| 1967      | AS Carcassonne XIII                                                                                                   | 39-15 | RC Saint-Gaudens XIII                                                                                                 | Tolosa | 10 779 |
| 1968      | SC Limoux XIII | 13-12 | AS Carcassonne XIII                                                                                                   | Tolosa | 14 432 |
| 1969      | XIII Catalan | 12-11 | RC Saint-Gaudens XIII                                                                                                 | Tolosa | 8 326 |
| 1970      | RC Saint-Gaudens XIII                                                                                                 | 32-10 | XIII Catalan | Tolosa | 21 300 |
| 1971      | AS Sant Esteve XIII                                                                                                   | 13-4 | RC Saint-Gaudens XIII                                                                                                 | Tolosa | 8 179 |
| 1972      | AS Carcassonne XIII                                                                                                   | 21-9 | RC Saint-Gaudens XIII                                                                                                 | Tolosa | 11 566 |
| 1973      | Toulouse Olympique XIII                                                                                               | 18-0 | Marseille XIII | Tolosa | 13 827 |
| 1974      | RC Saint-Gaudens XIII                                                                                                 | 21-8 | US Villeneuve XIII | Tolosa | 5 696 |
| 1975      | Toulouse Olympique XIII                                                                                               | 10-9 | AS Sant Esteve XIII                                                                                                   | Tolosa | 5 015 |
| 1976      | AS Carcassonne XIII                                                                                                   | 14-6 | FC Lézignan | Tolosa | 14 000 |
| 1977      | RC Albi XIII | 19-10 | AS Carcassonne XIII                                                                                                   | Albi | 18 325 |
| 1978      | FC Lézignan | 3-0 | XIII Catalan | Tolosa | 10 358 |
| 1979      | XIII Catalan | 17-2 | AS Carcassonne XIII                                                                                                   | Tolosa | 13 202 |
| 1980      | US Villeneuve XIII | 12-7 | AS Sant Esteve XIII                                                                                                   | Tolosa | 10 029 |
| 1981      | La final a Tolosa s'interrompí a causa d'una baralla. No es decidí el campió entre US Villeneuve XIII i XIII Catalan. | La final a Tolosa s'interrompí a causa d'una baralla. No es decidí el campió entre US Villeneuve XIII i XIII Catalan. | La final a Tolosa s'interrompí a causa d'una baralla. No es decidí el campió entre US Villeneuve XIII i XIII Catalan. | La final a Tolosa s'interrompí a causa d'una baralla. No es decidí el campió entre US Villeneuve XIII i XIII Catalan. | La final a Tolosa s'interrompí a causa d'una baralla. No es decidí el campió entre US Villeneuve XIII i XIII Catalan. |
| 1982      | XIII Catalan | 21-8 | AS Sant Esteve XIII                                                                                                   | Tolosa | 8 504 |
| 1983      | XIII Catalan | 10-8 | US Villeneuve XIII | Tolosa | 10 628 |
| 1984      | XIII Catalan | 30-6 | US Villeneuve XIII | Tolosa | 8 182 |
| 1985      | XIII Catalan | 26-6 | US Pontet XIII | Tolosa | 8 797 |
| 1986      | US Pontet XIII | 19-6 | XIII Catalan | Tolosa | 8 000 |
| 1987      | XIII Catalan | 11-3 | US Pontet XIII | Tolosa | 4 350 |
| 1988      | US Pontet XIII | 14-2 | XIII Catalan | Tolosa | 9 950 |
| 1989      | AS Sant Esteve XIII                                                                                                   | 23-4 | US Pontet XIII | Narbona | 9 936 |
| 1990      | AS Sant Esteve XIII                                                                                                   | 24-23 | AS Carcassonne XIII                                                                                                   | Narbona | 8 000 |
| 1991      | RC Saint-Gaudens XIII                                                                                                 | 10-8 | US Villeneuve XIII | Tolosa | 6 031 |
| 1992      | AS Carcassonne XIII                                                                                                   | 11-10 | AS Sant Esteve XIII                                                                                                   | Tolosa | 6 000 |
| 1993      | AS Sant Esteve XIII                                                                                                   | 9-8 | XIII Catalan | Tolosa | 6 000 |
| 1994      | XIII Catalan | 6-4 | AS Sant Esteve XIII                                                                                                   | Narbona | 12 000 |
| 1995      | Pia XIII | 12-10 | AS Sant Esteve XIII                                                                                                   | Narbona | 13 200 |
| 1996      | US Villeneuve XIII | 27-26 | AS Sant Esteve XIII                                                                                                   | Narbona | 10 000 |
| 1997      | AS Sant Esteve XIII                                                                                                   | 28-24 | US Villeneuve XIII | Narbona | 12 000 |
| 1998      | AS Sant Esteve XIII                                                                                                   | 15-8 | US Villeneuve XIII | Narbona | 12 000 |
| 1999      | US Villeneuve XIII | 33-20 | Ours de Saint-Gaudens XIII                                                                                            | París | 7 592 |
| 2000      | Spacers de Toulouse                                                                                                   | 20-18 | AS Sant Esteve XIII                                                                                                   | París | 6 500 |
| 2001      | US Villeneuve XIII | 32-20 | Spacers de Toulouse                                                                                                   | Tolosa | 9 000 |
| 2002      | US Villeneuve XIII | 17-0 | Union Treiziste Catalane                                                                                              | Besiers | 8 000 |
| 2003      | US Villeneuve XIII | 31-18 | Ours de Saint-Gaudens XIII                                                                                            | Narbona | 8 000 |
| 2004      | Ours de Saint-Gaudens XIII                                                                                            | 14-10 | Union Treiziste Catalane                                                                                              | Perpinyà | 7 500 |
| 2005      | Union Treiziste Catalane                                                                                              | 66-16 | Toulouse Olympique XIII                                                                                               | Narbona | 5 000 |
| 2006      | Pia XIII | 21-18 | Toulouse Olympique XIII                                                                                               | Tolosa | 5 462 |
| 2007      | Pia XIII | 20-16 | FC Lézignan | Colomiers | 7 882 |
| 2008      | FC Lézignan | 26-16 | Pia XIII | Besiers | 9 550 |
| 2009      | FC Lézignan | 40-32 | SC Limoux XIII | Carcassona | 11 263 |
| 2010      | FC Lézignan | 33-22 | Pia XIII | Montpeller | 6 612 |
| 2011      | FC Lézignan | 17-12 | SC Limoux XIII | Narbona | 11 874 |
| 2012      | AS Carcassonne XIII                                                                                                   | 26-20 | Pia XIII | Narbona | 8 980 |
| 2013      | Pia XIII | 33-26 | Sant Esteve XIII Català                                                                                               | Perpinyà | 6 732 |
| 2014      | Toulouse Olympique XIII                                                                                               | 38-12 | FC Lézignan | Perpinyà | 7 245 |
| 2015      | Toulouse Olympique XIII                                                                                               | 20-12 | AS Carcassonne XIII                                                                                                   | Colomiers | 5 800 |
| 2016      | SC Limoux XIII | 26-24 | AS Carcassonne XIII                                                                                                   | Albi | 5 420 |
| 2017      | SC Limoux XIII | 24-22 | FC Lézignan | Narbona | 8 280 |
| 2018      | SO Avignon | 34-28 | SC Limoux XIII | Albi | 3 600 |
| 2019      | Sant Esteve XIII Català                                                                                               | 32-24 | AS Carcassonne XIII                                                                                                   | Albi | 3 034 |
| 2020      | Edició anul·lada i títol no atorgat en motiu de la pandèmia de Covid-19                                               | Edició anul·lada i títol no atorgat en motiu de la pandèmia de Covid-19                                               | Edició anul·lada i títol no atorgat en motiu de la pandèmia de Covid-19                                               | Edició anul·lada i títol no atorgat en motiu de la pandèmia de Covid-19                                               | Edició anul·lada i títol no atorgat en motiu de la pandèmia de Covid-19                                               |
| 2021      | FC Lézignan | 16 - 12 | AS Carcassonne XIII                                                                                                   | Tolosa | 3 200 |
| 2022      | AS Carcassonne XIII                                                                                                   | 20 - 16 | SC Limoux XIII | Narbona | 8 231 |
| 2023      | SC Limoux XIII | 34 - 24 | AS Carcassonne XIII                                                                                                   | Narbona | 8 221 |
| 2024      | AS Carcassonne XIII                                                                                                   | 8 - 6 | RC Albi XIII | Narbona | 4 244 |

## Palmarès
| Club | Títols | Temporades |
| --- | ------ | --- |
| Sant Esteve XIII Català (inclou Union Treiziste Catalane i els fusionats després XIII Catalan i AS Sant Esteve XIII) | 19     | XIII Catalan: 1936, 1940, 1957, 1969, 1979, 1982, 1983, 1984, 1985, 1987 i 1994 AS Sant Esteve XIII: 1971, 1989, 1990, 1993, 1997 i 1998 AS Sant Esteve XIII Català: 2005 i 2019 |
| AS Carcassonne XIII                                                                                                  | 13     | 1945, 1946, 1950, 1952, 1953, 1966, 1967, 1972, 1976, 1992, 2012, 2022 i 2024 |
| Villeneuve XIII Rugby League                                                                                         | 9      | 1935, 1959, 1964, 1980, 1996, 1999, 2001, 2002 i 2003 |
| Football Club de Lézignan                                                                                            | 8      | 1961, 1963, 1978, 2008, 2009, 2010, 2011 i 2021 |
| Toulouse Olympique XIII                                                                                              | 6      | 1965, 1973, 1975, 2000, 2014 i 2015 |
| RC Albi XIII | 5      | 1938, 1956, 1958, 1962 i 1977 |
| Roanne XIII | 4      | 1939, 1947, 1948 i 1960 |
| Saint-Gaudens XIII                                                                                                   | 4      | 1970, 1974, 1991 i 2004 |
| Pia XIII | 4      | 1995, 2006, 2007 i 2013 |
| XIII Limouxin | 4      | 1968, 2016, 2017 i 2023 |
| Bordeaux XIII | 2      | 1937 i 1954 |
| Lyon Villeurbanne Rhône XIII                                                                                         | 2      | 1951 i 1955 |
| US Pontet XIII | 2      | 1986 i 1988 |
| Marseille XIII | 1      | 1949 |
| SO Avignon | 1      | 2018 |

## Equips participants en la temporada 2020-21
- Albi
- Avignon
- Carcassonne
- Lézignan
- Limoux
- Palau Broncos XIII
- Sant Esteve XIII Català
- Saint-Gaudens
- Toulouse élite
- Villeneuve-sur-Lot